# Centaurea margarita-alba
Centaurea margarita-alba là một loài thực vật có hoa trong họ Cúc. Loài này được Klokov mô tả khoa học đầu tiên năm 1936.